# Juan José Valencia de la Serna
Juanjo Valencia de la Serna, més conegut com a Juanjo Valencia, (Barakaldo, 18 de setembre de 1971) és un exfutbolista i entrenador basc, que ocupava la posició de porter.

## Trajectòria
Després de passar per l'Antiguoko i el Barakaldo, arriba a l'Athletic Club a la campanya 91/92, que la disputa amb el filial. A l'any següent dona el pas al primer equip, i es converteix en el titular de la porteria basca durant quatre anys consecutius. La temporada 95/96 segueix sent el titular, però l'ombra d'Aizkorreta i Imanol Etxeberria fan que juguen 23 partits, i a la temporada següent passa a la suplència en detriment d'Imanol. Tot i així, es mantindria a l'Athletic fins a 1999.
La temporada 99/00 deixa el conjunt de San Mamés i fitxa pel Sevilla FC, però només juga mitja temporada abans de recalar a l'Sporting de Gijón. Amb els asturians hi romandrà cinc anys a Segona Divisió, tres d'ells com a titular, fins que la temporada 04/05 juga amb el Gimnàstic de Tarragona. A l'equip català hi milita una campanya i mitja, atés que la segona meitat de la temporada 05/06 la jugarà a Primera amb el Racing de Santander. Al final d'eixa temporada, Valencia hi penja les botes. Ha jugat 191 partits en la màxima categoria.
Després de la seua retirada, Valencia ha seguit vinculat al món del futbol com a entrenador de porters de l'Athletic Club.